# Wilson España
Wilson España (Tumaco, Nariño, Colombia; 16 de diciembre de 1997) es un futbolista colombiano. Juega como delantero y su equipo actual es el Apollon Smyrnis de la Segunda Superliga de Grecia.

## Trayectoria
Su debut se produjo el 5 de marzo de 2015, en un partido correspondiente de la Copa Colombia 2015 en la derrota 2–0 de su club frente al Deportivo Pasto. Su primer gol lo marcaría el 18 de marzo de 2015 para darle la victoria como local a su equipo 2–1 sobre el Deportivo Pasto.

## Clubes
| Club                     | País     | Año             |
| ------------------------ | -------- | --------------- |
| Universitario de Popayán | Colombia | 2015 - 2018     |
| Deportes Quindío         | Colombia | 2019 - 2021     |
| Real Cartagena           | Colombia | 2022            |
| Apollon Smyrnis          | Grecia   | 2022 - Presente |

## Estadísticas
| Club                             | Div           | Temporada     | Liga  | Liga  | Copas nacionales(1) | Copas nacionales(1) | Torneos internacionales(2) | Torneos internacionales(2) | Total | Total | Media goleadora(3) |
| Club                             | Div           | Temporada     | Part. | Goles | Part.               | Goles               | Part.                      | Goles                      | Part. | Goles | Media goleadora(3) |
| -------------------------------- | ------------- | ------------- | ----- | ----- | ------------------- | ------------------- | -------------------------- | -------------------------- | ----- | ----- | ------------------ |
| Universitario Popayán · Colombia | 2ª            | 2015          | 19    | 2     | 3                   | 1                   | -                          | -                          | 22    | 3     | 0,13               |
| Universitario Popayán · Colombia | 2ª            | 2016          | 17    | 3     | 2                   | 1                   | -                          | -                          | 19    | 4     | 0,21               |
| Universitario Popayán · Colombia | 2ª            | 2017          | 22    | 7     | 3                   | 0                   | -                          | -                          | 25    | 7     | 0,28               |
| Universitario Popayán · Colombia | 2ª            | 2018          | 28    | 12    | 4                   | 0                   | -                          | -                          | 32    | 12    | 0,37               |
| Universitario Popayán · Colombia | Total club    | Total club    | 86    | 24    | 12                  | 2                   | -                          | -                          | 98    | 26    | 0,26               |
| Deportes Quindío · Colombia      | 2ª            | 2019          | 7     | 1     | 4                   | 0                   | -                          | -                          | 11    | 1     | 0,09               |
| Deportes Quindío · Colombia      | 2ª            | 2020          | 13    | 3     | 8                   | 3                   | -                          | -                          | 21    | 6     | 0,28               |
| Deportes Quindío · Colombia      | 2ª            | 2021          | 33    | 5     | 0                   | 0                   | -                          | -                          | 33    | 5     | 0,15               |
| Deportes Quindío · Colombia      | Total club    | Total club    | 53    | 9     | 12                  | 3                   | -                          | -                          | 65    | 12    | 0,18               |
| Real Cartagena · Colombia        | 2ª            | 2022          | 23    | 6     | 1                   | 0                   | -                          | -                          | 23    | 6     | 0,26               |
| Real Cartagena · Colombia        | Total club    | Total club    | 23    | 6     | 1                   | 0                   | -                          | -                          | 23    | 6     | 0,26               |
| Total carrera                    | Total carrera | Total carrera | 162   | 39    | 25                  | 5                   | -                          | -                          | 186   | 44    | 0,23               |